# Ernst Wilhelm von Salisch
Ernst Wilhelm von Salisch und Stiebendorff (* 29. Juni 1649 in Maschelhammer Fürstentum Oels; † 7. Februar 1711 in Breda) war ein schlesischer Adliger, republikanisch-niederländischer und Kaiserlicher General.

## Herkunft
Ernst Wilhelm von Salisch und Stiebendorff entstammte dem namhaften schlesischen Adelsgeschlecht derer von Salisch. Seine Eltern waren der Erbherr auf Simmenau bei Constadt und Michelwitz im Kreis Strehlen, Nicolaus Ernst von Salisch (1619–1681) und Anna Ursula von Hessen und Stein.

## Leben
Seine Laufbahn begann 1671 als Leib-Fähnrich des Herzogs Anton Ulrich von Braunschweig-Wolfenbüttel. 1676 wird er als Major im republikanisch niederländischen „Infanterieregiment Holstein-Norburg“ genannt, 1675 dort Oberstleutnant. Als der Regimentsinhaber Rudolf Friedrich von Holstein-Norburg (1645–1688) verstarb, wurde er im Rang eines Kolonel seinerseits Inhaber des Regiments. Am 25. Oktober 1694 avancierte er zum Generalmajor, bereits am 25. April 1697 zum Generalleutnant, am 1. Oktober 1702 zum Kaiserlichen Feldmarschallleutnant, am 13. Oktober 1704 zum General der Infanterie und schließlich am 3. April 1706 zum Feldzeugmeister. Im Jahre 1711 starb der kaiserliche Generalfeldzeugmeister. Sein Regiment führte er bis zu seinem Tode und wurde dann von Hans Wolf von Buchwitz und Buchau († 1740) als Regimentsinhaber beerbt.
Im Zuge des Spanischen Erbfolgekrieges führte er 1706 das Kommando bei der Belagerung von Menen. Dort erzwang er die Kapitulation des französischen Kommandanten Marquis de Laramain, dieser zeigte sich vom strategisches Vorgehen des General auf das Tiefste beeindruckt.
Salisch war Erbherr auf den Gütern Jetzel, Ober- und Nieder Boguslawitz, Grabke, Koche und Grünhof. Zuletzt war er Gouverneur von Breda, wo er auch sein Leben beschloss.

## Familie
Salisch heiratete im Jahre 1686 Anna Sophie von Kospoth (1669–1746), Tochter des Oberhofmarschall zu Oels und Bernstadt Just von Kospoth (1619–1676) und damit Schwester und Erbin der 1711 nobilitierten Grafen von Kospoth. Aus der Ehe gingen vier Söhne und sechs Töchter hervor, von denen jedoch niemand den Vater überlebte. Wenigstens eine Tochter, Anna Maria Ernestina von Salisch (1688–1709), erreichte das Alter zur Ehe und wurde 1708 mit Graf Karl Wilhelm von Erbach-Fürstenau (1680–1714) (Sohn von Georg Albrecht II. von Erbach-Fürstenau) vermählt. Sein Bruder war Landeshauptmann Maximilian Ernst von Salisch und Stiebendorf (* 1648 † 1719) auf Rucks, Gugelwitz, Buchwitz, Hochgräflich Malzan-Militscher Rath, der freien Standesherrschaft Militsch, hochansehnlicher Landeshauptmann und Landes Cassa Director, war 1702 Herzog Christian Ulrichs zu Württemberg und Oels Hochfürstlicher Cammer Director. Landeshauptmann Maximilian Ernst von Salisch und Stiebendorf war auch Obervorsteher der Gnadenkirche in Militsch, hatte für die Kirche eine Gipsdecke (1711) gestiftet dies war in einer Inschrift über der Apsis in der Gnadenkirche zu lesen, die erste eingebaute Orgel der Gnadenkirche stiftete er 1718, sie war mit seinem Wappen geziert.